# Anatol Zawadski
Anatol Anatoljewicz Zawadski (biał. Анатоль Анатольевіч Завадскі, ros. Анатолий Анатольевич Завадский, Anatolij Anatoljewicz Zawadski; ur. 24 listopada 1947 w obwodzie witebskim) – białoruski lekarz i polityk, deputowany do Rady Najwyższej Republiki Białorusi XIII kadencji.

## Życiorys

### Młodość i praca
Urodził się 24 listopada 1947 roku w obwodzie witebskim Białoruskiej SRR, ZSRR. W 1967 roku ukończył Połocką Szkołę Medyczną. W 1976 roku ukończył studia na Wydziale Lekarskim Mińskiej Państwowej Akademii Medycznej. W latach 1967–1976 pracował jako felczer w pogotowiu ratunkowym. W latach 1976–1981 był ortopedą, lekarzem naczelnym Sanatorium Dziecięcego „Lepel”. W latach 1982–1986 pełnił funkcję lekarza naczelnego Zakładu Leczniczo-Zapobiegawczego w Nowopołocku. W latach 1986–1992 pracował jako lekarz naczelny Szpitala Miejskiego w Nowopołocku. W latach 1992–1998 był lekarzem naczelnym Nowopołockiego Miejskiego Terenowego Zespołu Opieki Zdrowotnej. W latach 1998–2000 pełnił funkcję dyrektora Nowopołockiego Przedsiębiorstwa Produkcyjno-Handlowego „Miedtiechsierwis”. Jest autorem 14 prac naukowych o organizacji służby zdrowia. Od 1987 roku był deputowanym do Nowopołockiej Miejskiej Rady Deputowanych. W latach 1993–1995 był deputowanym do Witebskiej Obwodowej Rady Deputowanych.

### Działalność parlamentarna
W drugiej turze uzupełniających wyborów parlamentarnych 10 grudnia 1995 roku został wybrany na deputowanego do Rady Najwyższej Republiki Białorusi XIII kadencji z Nowopołockiego-Maładziożnego Okręgu Wyborczego Nr 70. 19 grudnia 1995 roku został zarejestrowany przez centralną komisję wyborczą, a 9 stycznia 1996 roku zaprzysiężony na deputowanego. Od 23 stycznia pełnił w Radzie Najwyższej funkcję członka Stałej Komisji ds. Ochrony Zdrowia, Kultury Fizycznej i Sportu. Był bezpartyjny, należał do popierającej prezydenta Alaksandra Łukaszenkę frakcji „Zgoda”. Od 3 czerwca był członkiem grupy roboczej Rady Najwyższej ds. współpracy z parlamentem Republiki Litewskiej. 27 listopada 1996 roku, po dokonanej przez prezydenta kontrowersyjnej i częściowo nieuznanej międzynarodowo zmianie konstytucji, nie wszedł w skład utworzonej przez niego Izby Reprezentantów Zgromadzenia Narodowego Republiki Białorusi I kadencji. Zgodnie z Konstytucją Białorusi z 1994 roku jego mandat deputowanego do Rady Najwyższej zakończył się 9 stycznia 2000 roku; kolejne wybory do tego organu jednak nigdy się nie odbyły.

## Życie prywatne
Anatol Zawadski jest żonaty.